# Taguaya (paroisse civile)
Pour les articles homonymes, voir Taguaya.
Taguaya est l'une des sept divisions territoriales et statistiques dont l'une des six paroisses civiles de la municipalité de Piar dans l'État de Monagas au Venezuela. Sa capitale est Taguaya.